# قائمة حكام الصين

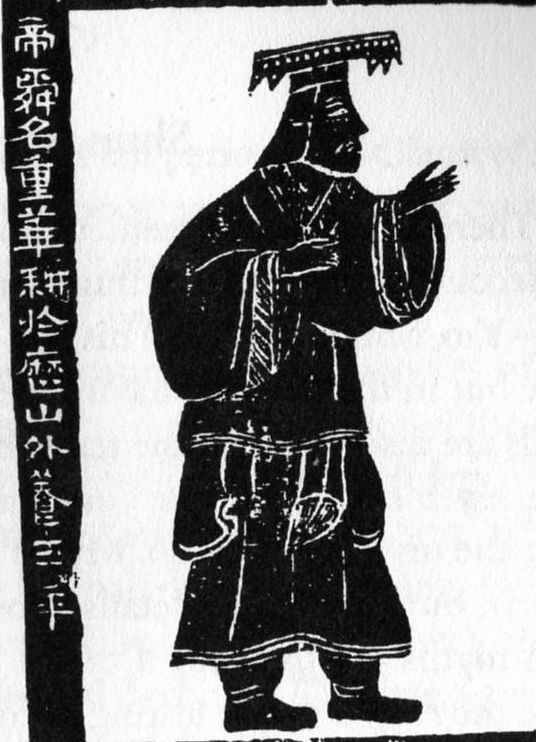
الإمبراطور شون – لوحة جدارية من أسرة هان

تتضمن قائمة حكام الصين حكام الصين بمختلف ألقابهم. فمن أسرة شانغ إلى أسرة تشين، عادة ما كان يحمل الحكام لقب «ملك» (باللغة الصينية: 王 Wáng). ومع تقسيم الصين إلى ولايات متحاربة منفصلة، بات هذا اللقب شائعًا جدًا على نحو دفع موحد الصين، أول إمبراطور في أسرة تشين تشين شي هوانغ إلى إنشاء لقب جديد لنفسه، وهو «إمبراطور» (皇帝 Huángdì ولد لقحب سر عله). وظل لقب إمبراطور الصين يُستخدم طوال الفترة المتبقية من التاريخ الإمبراطوري للصين وحتى سقوط أسرة تشنيغ في عام 1912. وعلى الرغم من وجود الكثير من الملوك الآخرين في الصين وحولها طوال تاريخها، فإن هذه القائمة تغطي فقط هؤلاء الذين يتمتعون بغالبية شبه مشروعة من سكان الصين، أو هؤلاء الذين جرت العادة على ذكرهم في قوائم الملوك. ولا تُعتبر القائمة التالية للملوك الصينيين قائمة شاملة بأي حال من الأحوال.
يُعرف الملوك الصينيون بأسماء مختلفة كثيرة وعادة ما تكون كيفية التعرف عليهم أمرًا مربكًا. وفي بعض الأحيان يُعرف نفس الإمبراطور باسمين أو ثلاثة أسماء منفصلة أو أن نفس الاسم يُستخدم من قِبل أباطرة يتبعون أسرًا مختلفة. ولا تشمل الجداول أدناه بالضرورة كل أسماء الإمبراطور - على سبيل المثال، يمكن استخدام أسماء بعد الوفاة لأكثر من عشرين شخصية، ونادرًا ما يتم استخدامها في الكتابة التاريخية - ولكن، حيثما أمكن، فإنه قد تمت الإشارة إلى الاسم الأكثر استخدامًا أو عُرف التسمية.
قد لا تمثل هذه الجداول بالضرورة المعلومات التي تم تحديثها مؤخرًا بشأن الملوك الصينيين؛ يرجى مراجعة الصفحة للاطلاع على معلومات إضافية خاصة بالأسرة ذات الصلة.

## الملوك الثلاثة والأباطرة الخمسة (三皇五帝)
ملاحظة: هذه الأرقام كلها أسطورية وليست تاريخية.
| "مملكة" أو "إمبراطورية" | الاسم الأكثر شيوعا         | العهد (وفقا للتقاليد) | اسم العهد         | اسم العهد   | أسماء أخرى            | أسماء أخرى   |
| --- | -------------------------- | --------------------- | ----------------- | ----------- | --------------------- | ------------ |
| مملكة1,4,5 (إمبراطورية3) | ناوا                       | (180,000 سنة)         | Nǚwā              | 女媧        | –                     | –            |
| مملكة (إمبراطورية3) | يو چاو                     | (110,000 سنة)         | Yǒucháo           | 有巢        | –                     | –            |
| (مملكة4) إمبراطورية3 | سو رين                     | (456,000 سنة)         | Suìrén            | 燧人        | –                     | –            |
| مملكة1,4,5 (إمبراطورية2,3) | فو شي                      | 2852–2737 قبل الميلاد | Fúxī              | 伏羲        | –                     | –            |
| مملكة1 (إمبراطورية2,3) | إمبراطورية يان و/أو شينونج | 2737–2699 قبل الميلاد | Yándi             | 炎帝        | Shennong              | 神農         |
| (مملكة5) إمبراطورية1,2 | الإمبراطور الأصفر          | 2699–2588 قبل الميلاد | Huangdi           | 黃帝        | Gongsun Xuanyuan      | 公孫軒轅     |
| إمبراطورية2 | شاو هاو                    | 2587–2491 قبل الميلاد | Shǎohào           | 少昊        | Jintian Shi           | 金天氏       |
| إمبراطورية1,2 | تشوان تشو                  | 2490–2413 قبل الميلاد | Zhuānxū           | 顓頊        | Gaoyang               | 高陽         |
| إمبراطورية1 | الإمبراطور كو              | 2412–2343 قبل الميلاد | Dikù              | 帝嚳        | Gaoxin Shi            | 高辛氏       |
| إمبراطورية1 | الإمبراطور تشي             | 2343–2333 قبل الميلاد | Dizhì             | 帝摯        | Qingyang Shi          | 青陽氏       |
| إمبراطورية1 | الإمبراطور ياو             | 2333–2234 قبل الميلاد | Diyáo أو Tang Yao | 帝堯 / 唐堯 | Yi Qi Taotang Fangxun | 伊祁陶唐放勳 |
| إمبراطورية1 | الإمبراطور شون             | 2233–2184 قبل الميلاد | Dishùn            | 帝舜        | Yao Youyu Chonghua    | 姚有虞重華   |
| 1 — وفقاً لسجلات المؤرخ الكبير. 2 — وفقاً ل '. 3 — وفقاً ل'. 4 — وفقاً ل كتاب ختم شانغ (尚書大傳) و بايهو تونغي (白虎通義). 5 — وفقاً لديوانغ شيجي (帝王世紀) |                            |                       |                   |             |                       |              |

## سلالة شيا (夏朝) (حوالي. 2070 – حوالي. 1600 قبل الميلاد)
العُرف الصيني: استخدم «شيا» + اسم العهد
| الاسم الأكثر شيوعا             | العهد (وفقا للتقليد) | اسم العهد1 | اسم العهد1 | أسماء أخرى | أسماء أخرى |
| ------------------------------ | -------------------- | ---------- | ---------- | ---------- | ---------- |
| يو العظيم                      | ?                    | Yǔ         | 禹         | –          | –          |
| كاي شيا                        | ?                    | Qǐ         | 啟         | –          | –          |
| تاي كانغ                       | ?                    | Kāng       | 康         | Tài Kāng   | 太康       |
| تشونغ كانج                     | ?                    | Kāng       | 康         | Zhòng Kāng | 仲康       |
| كوشي شيا                       | ?                    | Xiāng      | 相         | –          | –          |
| فترة خلو العرش (تقريباً 40 سنة) |                      |            |            |            |            |
| شاو كانغ                       | ?                    | Kāng       | 康         | Shào Kāng  | 少康       |
| تسو شيا                        | ?                    | Zhù        | 杼         | –          | –          |
| هواي شيا                       | ?                    | Huái       | 槐         | –          | –          |
| مانغ شيا                       | ?                    | Máng       | 芒         | –          | –          |
| شيا شيا                        | ?                    | Xiè        | 洩         | –          | –          |
| بو جيانغ                       | ?                    | Jiàng      | 降         | –          | –          |
| جيونغ شيا                      | ?                    | Jiōng      | 扃         | –          | –          |
| جين شيا                        | ?                    | Jǐn        | 廑         | Yìn Jiǎ    | 胤甲       |
| كونغ جيا                       | ?                    | ?          | ?          | Kǒng Jiǎ   | 孔甲       |
| غاو جيا                        | ?                    | Gāo        | 皋         | –          | –          |
| فا شيا                         | ?                    | Fā         | 發         | Hou Jin    | 后敬       |
| تشي شيا                        | ?                    | Jié        | 桀         | Lǚ Guǐ     | 履癸       |

## وصلات خارجية
- LIST OF CHINESE RULERS